# Africa Cup 1A 2016
La Africa Cup 1A del 2016 se disputó como un cuadrangular a una ronda entre julio y agosto, pasadas las 3 fechas la selección de Namibia logró su sexto título.

## Equipos participantes
- Selección de rugby de Kenia (Simbas)
- Selección de rugby de Namibia (Welwitschias)
- Selección de rugby de Uganda (The Rugby Cranes)
- Selección de rugby de Zimbabue (Sables)

## Posiciones
| Pos. | Equipo   | Encuentros | Encuentros | Encuentros | Encuentros | Tantos  | Tantos    | Tantos     | Puntos Bonus | Puntos Totales |
| Pos. | Equipo   | jugados    | ganados    | empatados  | perdidos   | a favor | en contra | diferencia | Puntos Bonus | Puntos Totales |
| ---- | -------- | ---------- | ---------- | ---------- | ---------- | ------- | --------- | ---------- | ------------ | -------------- |
| 1    | Namibia  | 3          | 3          | 0          | 0          | 156     | 74        | + 82       | 2            | 14             |
| 2    | Kenia    | 3          | 2          | 0          | 1          | 127     | 95        | + 32       | 2            | 10             |
| 3    | Uganda   | 3          | 1          | 0          | 2          | 89      | 112       | - 23       | 2            | 6              |
| 4    | Zimbabue | 3          | 0          | 0          | 3          | 64      | 155       | - 91       | 1            | 1              |

Nota: Se otorgan 4 puntos al equipo que gane un partido y 2 al que empate
Puntos Bonus: 1 punto por convertir 4 tries o más en un partido y 1 al equipo que pierda por no más de 7 tantos de diferencia

## Resultados

### Primera fecha
| 2 de julio | Uganda | 31 - 40 | Namibia | Kyadondo RFC, Kampala |  |
|            |        | Reporte |         |                       |  |

| 9 de julio | Zimbabue | 15 - 61 | Kenia | Police Ground, Harare |  |
|            |          | Reporte |       |                       |  |

### Segunda fecha
| 16 de julio | Namibia | 56 - 21 | Kenia | Hage Geingob Rugby Stadium, Windhoek |  |
|             |         | Reporte |       |                                      |  |

| 23 de julio | Zimbabue | 27 - 34 | Uganda | Police Ground, Harare |  |
|             |          | Reporte |        |                       |  |

### Tercera fecha
| 30 de julio | Kenia | 45 - 24 | Uganda | RFUEA Grounds, Nairobi |  |
|             |       | Reporte |        |                        |  |

| 6 de agosto | Namibia | 60 - 22 | Zimbabue | Hage Geingob Rugby Stadium, Windhoek |  |
|             |         | Reporte |          |                                      |  |

| Bandera de Namibia |
| Campeón Namibia    |
| Sexto título       |